# Max Pierre
Max Pierre de Almeida (Belo Horizonte, 30 de julho de 1948) é um produtor musical brasileiro.

## Carreira
A carreira musical de Max Pierre, teve início em 1965 quando, cursando o ginásio no Colégio Estadual Souza Aguiar, formou com os amigos Aramis e Elydio Santoro, Wagner Pessanha e Sergio Ferraz, a banda Os Canibais, influenciados pela música dos Beatles.
Com o fim da banda em 1973, aceitou o convite de Nilo Sergio, Presidente da Musidisc, para estudar no estúdio da companhia, técnicas de engenharia de gravação de música, tornando-se um profissional requisitado na época.
No final de 1977, convidado por Ramalho Neto, então Diretor Artístico da Continental Discos, assumiu a função de produtor artístico, começando ali sua lista de premiações em vendas com produções de, Agepê, Duo Assad (dos irmãos Sergio Assad & Odair Assad), Tom e Dito, Adriana, Nenéo e Dicró.
Em 1979 é chamado por Raimundo Bittencourt e Guto Graça Mello para o cargo de produtor e técnico de gravação da Som Livre (TV Globo), dividindo um ano depois a Direção artística com Guto e acumulando a direção dos 6 estúdios da Cia. Produziu artistas como - Ronaldo Resedá, Ruy Maurity, Marcos Valle, Rita Lee & Roberto de Carvalho, Jorge Benjor, Robson Jorge & Lincoln Olivetti, Olivia Bygton, Elis Regina, Cauby Peixoto, Cesar Camargo Mariano, Fafá de Belém, Agepê, Wando, Olivia Hyme, Xuxa, a trilha das novelas Mandala e Vale Tudo e o especial Chico & Caetano para TV Globo.
Com o fim do cast da Som Livre, apostou nas gravações ao vivo dos discos de Oswaldo Montenegro, Os Vips, Golden Boys e Bossa and Roll com Rita Lee.
Durante o período na Som Livre, também produziu para Sony Music do Brasil Rosana (Como uma Deusa), Fábio Júnior, Guilherme Arantes e Sidney Magal. Para Sony Music do México, Ana Gabriel ao vivo (recorde de vendas), Yuri (Yuridia Valenzuela Canseco) e Lupita D’Alessio.
Em todo período na Som Livre, formou a melhor equipe de técnicos de gravação do Brasil, como Antonio Canazio Neto – o Moogie - Carlos de Andrade - Carlão, Sergio Murilo, Jorge Guimarães - o Gordo e Edu Brito.
Criou com a equipe Som Livre, a sonorização, dublagem e mixagem em Dolby Surround de filmes como Lili, a Estrela do Crime, Doida Demais, Manouche e Xuxa.
Após 14 anos, é convidado por Marcos Maynard para assumir a Direção artística (A & R) da Polygram do Brasil, a partir de 16 de dezembro de 1992.
Cria o projeto “As Canções Que Você Fez Para Mim”, com Maria Bethânia - homenagem a Roberto Carlos e Erasmo Carlos - dirige artísticamente os CDs ao vivo e de carreira de - Cheiro de Amor, Netinho, Terra Samba, Banda Eva (com Ivete Sangalo), Bom Balanço, Banda Beijo, É o Tchan, As Meninas, Leila Pinheiro, Tânia Alves, Selma Reis, Engenheiros do Hawaii, Caetano Veloso, Cássia Eller, José Augusto, Sandy & Junior, Rita Lee & Roberto de Carvalho, Erasmo Carlos, Elba Ramalho, Chitãozinho & Xororó, Simone e Zeca Pagodinho.
Promovido a Vice-Presidente de A&R da Universal Music, que englobou a Polygram em 1996, bate o recorde mundial de vendas de DVD da Polygram, com Ivete Sangalo ao vivo na Fonte Nova.
Após a fusão da Polygram com a Universal Music em 1997, dirige as produções de Ed Motta, Hebe Camargo, Armandinho, Babado Novo (Claudia Leitte), César Menotti & Fabiano, Dudu Nobre, Marjorie Estiano, Zélia Duncan, Isabela Taviani, Alcione, Jeito Moleque, KLB, Leonardo, Marília Gabriela, Marina, Nana Caymmi, Negra Li, Ney Matogrosso, Pedro Mariano, Raça Negra, Rio Negro & Solimões, Roberta Miranda, Sandra de Sá, Zizi Possi, o acústico do Roupa Nova e os acústicos e Ao vivo MTV - Rita Lee, Jorge Benjor, Kid Abelha, Cássia Eller, Zeca Pagodinho, Nando Reis e Paulo Ricardo.
Criou projetos como – Zeca Pagodinho Acústico I e II, O Quintal do Pagodinho, Casa de Samba, Casa da Bossa e Um Barzinho, Um Violão. Produziu para Universal da Espanha – Tamara canta Roberto Carlos e Tamara homenageando Julio Iglesias.
Em 2007 encerra sua fase na Universal Music, depois de 10 anos de liderança no mercado do Brasil, lançando Ivete Sangalo no Maracanã, que alcançou a maior venda de DVDs do mundo, com mais de 1 milhão de cópias.
Neste mesmo ano cria a Zeca Pagodiscos, com seu amigo Zeca e lança em sociedade com seu selo Musica Fabril, o Cidade do Samba (sequência dos Casa do Samba), exibido pela TV Globo e o 3º DVD mais vendido no Brasil em 2007. Em 2008 lança o Um Barzinho, Um Violão – Novela 70, e o Um Barzinho, Um Violão - Sertanejo em 2009.
Lança em 2010, junto com Ricardo Malaguti, uma homenagem à cidade do Rio de Janeiro, o DVD e BLU-Ray RIO in HD.
Até hoje, em toda sua carreira na indústria fonográfica, foi responsável por mais de 60 milhões de discos vendidos no Brasil, México e Espanha.